# Saunders Severn
El Saunders Severn fue un hidrocanoa biplano trimotor británico destinado a realizar tareas de patrulla marítima. Su rendimiento era bueno, pero era frágil y poco fiable. Sólo se construyó una unidad.

## Diseño y desarrollo
El Saunders A.7 Severn fue el último hidrocanoa diseñado por S.E. Saunders Ltd antes de su adquisición por A.V. Roe y John Lord a finales de 1928, lo que dio origen a la compañía Saunders-Roe, o "Saro". Su primer vuelo tuvo lugar dos años después de este cambio de propietario y se le ha denominado alternativamente Saunders/Saro Severn, Saunders-Roe A.7 y Saro A.7. Fue diseñado según la Especificación R.4/27 del Ministerio del Aire para un avión de patrulla marítima.
Fue el segundo avión Saunders en utilizar su estructura "corrugada" patentada para el casco, probada por primera vez en el Saunders A.14, donde las corrugaciones externas longitudinales del revestimiento reemplazaban a los larguerillos internos remachados. Las pruebas completas del A.14, que revelaron tanto las fortalezas como las debilidades de esta técnica, no se realizaron hasta después del vuelo del Severn. Al igual que el A.14, la construcción del Severn evitó en gran medida el uso de planchas de casco de doble curvatura, por lo que la base de planeo tenía forma de V y la parte superior del casco era más bien lisa. El casco tenía un diseño de dos redientes con laterales recogidos sobre los lomos. Contaba con una posición para el artillero en el morro y una cabina abierta contigua para los pilotos, situada delante de los motores y de las alas. Detrás de la cabina, en una zona acristalada del casco, se encontraban las posiciones y el alojamiento de la tripulación, desde donde se podía acceder a una posición dorsal para el artillero, justo detrás de las alas. Había una posición aislada para el artillero trasero en el extremo posterior del elevado fuselaje trasero, sobre el plano de cola arriostrado y entre los dos empenajes arriostrados. Dos elevadores compensados sobresalían del plano de cola y los empenajes llevaban timones compensados. Las primeras pruebas de vuelo demostraron que el Severn tenía un control de timón muy pesado, por lo que pronto se instalaron servotimones separados sobre botalones por detrás de las superficies del timón principal. También tenía los elevadores pesados, por lo que su superficie fue incrementada.
El Severn era un sesquiplano trimotor, cuya ala inferior tenía una envergadura de tan solo el 58 % de la superior y aproximadamente el 52 % de la cuerda. Esta pequeña ala inferior estaba montada justo debajo de la cubierta del casco. Ambas alas estaban hechas de duraluminio recubierto de tela. El ala superior, que soportaba los alerones, estaba unida en su línea central a los bordes superiores del fuselaje mediante un par de soportes en V invertida en tándem; el delantero soportaba el motor central, que estaba carenado hasta la parte inferior del ala. Soportes verticales simples sostenían los motores exteriores en posiciones similares, con soportes individuales inclinados hacia adentro en la parte trasera. Había soportes interplanares externos separados hacia afuera con flotadores estabilizadores de un solo rediente montados debajo. Los tres motores radiales Bristol Jupiter XI de 365 kW (490 hp) tenían cada uno sus nueve cilindros sin carenado delante del borde de ataque del ala, moviendo hélices bipala.

## Historia operacional
El Severn voló por primera vez en julio de 1930 y en agosto comenzó un programa de pruebas con el Establecimiento Experimental de Aeronaves Marinas (MAEE) en Felixstowe. Esto pronto condujo a una reducción del área del estabilizador para reducir la excesiva estabilidad longitudinal del Severn. Aparte de esto, el manejo del Severn en el aire y en el agua fue bueno, al igual que su rendimiento. Presentaba una larga serie de defectos debido a una combinación de diseño para ahorrar peso y a la falta de atención al detalle, lo que habría causado problemas inaceptables de mantenimiento en servicio. Algunos de los defectos fueron graves, como el fallo del soporte central del motor y las múltiples grietas que aparecieron en el casco; otros, como la rotura de soportes y la pérdida de los flaps de inspección de las alas, fueron menos graves pero numerosos.
Para explorar el equilibrio entre un buen rendimiento y comportamiento en el aire y en el agua frente a la creciente lista de fallos, el MAEE decidió que el Severn debía realizar un vuelo de pruebas a Oriente Próximo. Este vuelo, junto con un Supermarine Southampton que lo acompañaba, recorrió 6530 millas vía Puerto Sudán e incluyó pruebas en el lago Timsah. Las conclusiones fueron las mismas: el Severn se comportó bien en el aire y en el agua, estuvo en condiciones de navegar durante una tormenta y regresó sin corrosión, pero sufrió numerosos problemas, tanto pequeños como graves. La segunda categoría incluía costillas y un pendolón del servotimón rotos, y la conclusión fue que no era un avión práctico para el servicio, por lo que no se recibieron encargos. No obstante, el único Severn prestó servicio durante unos cinco meses en el Escuadrón n.º 209 de la RAF tras el final de las pruebas del MAEE, antes de perderse en el Canal de la Mancha.
Saro aprendió de la experiencia y su siguiente avión, el Saro London, era considerablemente más robusto.

## Especificaciones
Referencia datos: London, 1988

### Características generales
- Tripulación: Cinco
- Longitud: 19,7 m (64,5 ft)
- Envergadura: 26,8 m (88 ft)
- Altura: 5,9 m (19,3 ft)
- Superficie alar: 144,7 m² (1557,6 ft²)
- Peso vacío: 6713 kg (14 795,5 lb)
- Peso cargado: 9979 kg (21 993,7 lb)
- Planta motriz: 3× motor radial de 9 cilindros refrigerado por aire Bristol Jupiter XIFP.
  - Potencia: 362 kW (499 HP; 492 CV) cada uno.
- Hélices: Bipala de madera de paso fijo

### Rendimiento
- Velocidad máxima operativa (Vno): 203 km/h (126 MPH; 110 kt)
- Velocidad crucero (Vc): 154 km/h (96 MPH; 83 kt)
- Alcance: 6 h
- Techo de vuelo: 2720 m (8924 ft)
- Régimen de ascenso: 3 m/s (591 ft/min)

### Armamento
- Ametralladoras: 

  - 3x Lewis de 7,7 mm
- Bombas: 

  - 4 de 250 kg u 8 de 100 kg

## Aeronaves relacionadas

### Desarrollos relacionados
- Supermarine Southampton
- Saunders A.14
- Saro London

### Secuencias de designación
- Secuencia A._ (interna de Saunders): A.3 Valkyrie - A.4 Medina - A.7 Severn - A.10 - A.14 - A.17 Cutty Sark →